# Thomas Walther (Physiker)
Thomas Walther (* 1964 in Hannover) ist ein deutscher Experimentalphysiker. Seit 2002 ist er Professor am Institut für Angewandte Physik der Technischen Universität Darmstadt.

## Leben
Thomas Walther, Sohn von Margot Walther, geborene Gröschel, und ihrem Ehemann, dem Physiker Herbert Walther, hat in München sein Abitur abgelegt. Dort studierte er von 1984 bis 1990 Physik an der Ludwig-Maximilians-Universität. Promoviert wurde er an der Universität Zürich bei J. Robert Huber mit der Arbeit IR-UV and UV-IR Double Resonance Spectroscopy for the Investigation of Molecular Dynamics in Polyatomic Molecules. Anschließend arbeitete er als Postdoc ab 1994 an der Texas A&M University. Dort wurde er 1998 Assistant Professor, bevor er schließlich einen Ruf der TU Darmstadt annahm und dort im Januar 2002 Professor für Experimentalphysik wurde.
Von 2004 bis 2006 war er Geschäftsführender Direktor des Instituts für Angewandte Physik. Von 2006 bis 2008, 2013 bis 2014 sowie von 2018 bis 2020 war er Dekan des Fachbereichs Physik der TU Darmstadt. Im Dezember 2022 wurde er zum Vizepräsidenten für Innovation und Internationales an der TU Darmstadt für eine Amtszeit von 3 Jahren gewählt. Amtsantritt war der 1. Januar 2023.
In seinen Veröffentlichungen beschäftigt er sich mit Quantenoptik sowie Laserentwicklung und -anwendungen. Zu seinen Forschungsprojekten zählen u. a. Experimente in Umweltsensorik, Laserspektroskopie auch in Zusammenarbeit mit der GSI, Quantenschlüsselaustausch mit durch parametrische Fluoreszenz oder Vier-Wellen-Mischung erzeugten Photonenpaaren sowie das optische Fangen und Kühlen neutraler Quecksilber-Atome. Er ist am Center for Advanced Security Research Darmstadt beteiligt und hat aus seiner Arbeit heraus drei Patente veröffentlicht.

## Auszeichnungen
- 1995: Thesis Award, Universität Zürich
- 1997: Michelson Postdoctoral Prize Lectureship, Case Western Reserve University
- 2002: Teaching Award from the Association of Former Students at the College Level, Texas A&M University
- 2010: Preis für die Lehre in Experimentalphysik, Fachbereich Physik, TU Darmstadt
- 2010: Athene-Preis für exzellente Lehre, Carlo und Karin Giersch-Stiftung, TU Darmstadt

## Veröffentlichungen (Auswahl)
- mit Herbert Walther: Was ist Licht? – Von der klassischen Optik zur Quantenoptik. Beck Verlag, München 1999, ISBN 978-3-406-44722-8.